# Ivo Brancaleoni
Ivo Brancaleoni (Alassio, 23 novembre 1931 – Pietra Ligure, 20 febbraio 2014) è stato un calciatore italiano, di ruolo terzino sinistro.

## Carriera

### Giocatore
Dopo gli esordi con l'Alassio e poi con la Sestrese, passa al Como in Serie B. Nel 1955 si trasferisce al Torino, squadra con cui esordisce in massima serie il 2 ottobre 1955 in occasione del successo esterno sull'Atalanta per 2-1 e con cui disputa tre stagioni in Serie A (55 presenze).
Negli anni seguenti gioca con il Bari, con cui totalizza 37 presenze complessive, di cui 25 in Serie A. Chiude la carriera in Serie C con la Reggina.
In carriera ha totalizzato complessivamente 80 presenze in Serie A e 74 in Serie B, senza mai riuscire ad andare a segno in nessuna delle due categorie.
Persona modesta di grande generosità non ha disdegnato, tornato ad Alassio terminata la carriera del calciatore, a svolgere il suo lavoro di artigiano decoratore e di continuare a giocare per passione nelle squadre dilettanti locali. Da ricordare da questo punto di vista la sua presenza, come giocatore - allenatore, nel Leca d'Albenga 1967 - 68 partecipante al campionato di Seconda categoria ligure girone A(4).

### Allenatore
È stato allenatore di squadre giovanili come l'Auxilium di Alassio, formazione juniores con cui ha vinto nel 1966-1967 la Coppa Bacigalupo. 
Nel 2006 ha allenato i pulcini dell'Andora Calcio.
Nel 2009 ha allenato i pulcini del Baia Alassio 1921 Cisano.